# Natação no Campeonato Mundial de Esportes Aquáticos de 2013 - 50 m costas feminino
A prova dos 50 metros costas feminino da natação no Campeonato Mundial de Esportes Aquáticos de 2013 ocorreu nos dias 31 de julho e 1 de agosto no Palau Sant Jordi  em Barcelona. 

## Recordes
Antes desta competição, os recordes mundiais e do campeonato nesta prova eram os seguintes:
| Tipo                  | Atleta    | Tempo | Local | Data                |
| --------------------- | --------- | ----- | ----- | ------------------- |
|                       | Zhao Jing | 27.06 | Roma  | 30 de julho de 2009 |
| Recorde do campeonato | Zhao Jing | 27.06 | Roma  | 30 de julho de 2009 |

## Medalhistas
| Ouro            | Prata            | Bronze             |
| Zhao Jing (CHN) | Fu Yuanhui (CHN) | Aya Terakawa (JPN) |

## Resultados

### Eliminatórias
Esses foram os resultados das eliminatórias.
| Pos. | Bateria | Raia | Nadadora             | Nacionalidade  | Tempo | Notas            |
| ---- | ------- | ---- | -------------------- | -------------- | ----- | ---------------- |
| 1    | 6       | 4    | Fu Yuanhui           | China          | 27.55 | Q                |
| 2    | 6       | 5    | Zhao Jing            | China          | 27.81 | Q                |
| 3    | 5       | 4    | Aya Terakawa         | Japão          | 28.05 | Q                |
| 4    | 4       | 5    | Mercedes Peris       | Espanha        | 28.07 | Q                |
| 5    | 5       | 5    | Etiene Medeiros      | Brasil         | 28.16 | Q                |
| 6    | 4       | 4    | Rachel Bootsma       | Estados Unidos | 28.28 | Q                |
| 7    | 6       | 3    | Georgia Davies       | Reino Unido    | 28.35 | Q                |
| 7    | 6       | 6    | Lauren Quigley       | Reino Unido    | 28.35 | Q                |
| 9    | 5       | 2    | Duane Da Rocha       | Espanha        | 28.37 | Q                |
| 9    | 5       | 6    | Aleksandra Urbanczyk | Polónia        | 28.37 | Q                |
| 11   | 6       | 2    | Simona Baumrtová     | Chéquia        | 28.38 | Q,               |
| 12   | 4       | 9    | Stephanie Au         | Hong Kong      | 28.39 | Q,               |
| 13   | 5       | 3    | Missy Franklin       | Estados Unidos | 28.44 | Q, WD            |
| 13   | 6       | 8    | Sanja Jovanović      | Croácia        | 28.44 | Q                |
| 15   | 4       | 3    | Emily Seebohm        | Austrália      | 28.48 | Q                |
| 16   | 4       | 6    | Sinead Russell       | Canadá         | 28.60 | Q                |
| 17   | 4       | 8    | Ingibjörg Jónsdóttir | Islândia       | 28.62 | Recorde nacional |
| 17   | 5       | 9    | Anni Alitalo         | Finlândia      | 28.62 | Q,               |
| 19   | 4       | 7    | Klaudia Nazieblo     | Polónia        | 28.65 |                  |
| 20   | 3       | 7    | Amit Ivry            | Israel         | 28.75 | Recorde nacional |

| Ver o restante da classificação | Ver o restante da classificação | Ver o restante da classificação | Ver o restante da classificação | Ver o restante da classificação | Ver o restante da classificação | Ver o restante da classificação |
| Pos.                            | Bateria                         | Raia                            | Nadadora                        | Nacionalidade                   | Tempo                           | Notas                           |
| ------------------------------- | ------------------------------- | ------------------------------- | ------------------------------- | ------------------------------- | ------------------------------- | ------------------------------- |
| 21                              | 6                               | 7                               | Belinda Hocking                 | Austrália                       | 28.80                           |                                 |
| 22                              | 4                               | 2                               | Theodora Drakou                 | Grécia                          | 28.81                           |                                 |
| 22                              | 6                               | 1                               | Daria Ustinova                  | Rússia                          | 28.81                           |                                 |
| 24                              | 6                               | 9                               | Tao Li                          | Singapura                       | 28.90                           |                                 |
| 25                              | 4                               | 1                               | Carolina Colorado Henao         | Colômbia                        | 29.08                           |                                 |
| 25                              | 6                               | 0                               | Jessica Ashley-Cooper           | África do Sul                   | 29.08                           |                                 |
| 27                              | 5                               | 0                               | Kimberly Buys                   | Bélgica                         | 29.16                           |                                 |
| 28                              | 3                               | 3                               | Fernanda González               | México                          | 29.17                           |                                 |
| 29                              | 5                               | 8                               | Kim Ji-Hyun                     | Coreia do Sul                   | 29.18                           |                                 |
| 30                              | 4                               | 0                               | Yekaterina Rudenko              | Cazaquistão                     | 29.19                           |                                 |
| 31                              | 5                               | 1                               | Magdalena Kuras                 | Suécia                          | 29.39                           |                                 |
| 32                              | 3                               | 6                               | Gisela Morales                  | Guatemala                       | 29.42                           |                                 |
| 33                              | 5                               | 7                               | Selina Hocke                    | Alemanha                        | 29.50                           |                                 |
| 34                              | 3                               | 4                               | Jeserik Pinto                   | Venezuela                       | 29.62                           |                                 |
| 35                              | 3                               | 1                               | Ekaterina Avramova              | Bulgária                        | 29.75                           |                                 |
| 36                              | 3                               | 9                               | Barbara Caraballo               | Porto Rico                      | 29.80                           | Recorde nacional                |
| 37                              | 3                               | 2                               | Yulduz Kuchkarova               | Uzbequistão                     | 29.84                           |                                 |
| 38                              | 3                               | 5                               | Hazal Sarıkaya                  | Turquia                         | 30.15                           |                                 |
| 39                              | 2                               | 4                               | Caroline Puamau                 | Fiji                            | 30.36                           |                                 |
| 40                              | 3                               | 0                               | Birita Debes                    | Ilhas Feroé                     | 30.57                           | Recorde nacional                |
| 41                              | 3                               | 8                               | Heather Arseth                  | Ilhas Maurícias                 | 30.61                           |                                 |
| 42                              | 2                               | 5                               | Siona Huxley                    | Santa Lúcia                     | 31.33                           |                                 |
| 43                              | 2                               | 2                               | Faye Sultan                     | Kuwait                          | 31.36                           |                                 |
| 44                              | 2                               | 6                               | Kuan Weng I                     | Macau                           | 31.64                           |                                 |
| 45                              | 2                               | 8                               | Evelina Afoa                    | Samoa                           | 31.67                           |                                 |
| 46                              | 2                               | 3                               | Nadeera Jayasekera              | Sri Lanka                       | 32.33                           |                                 |
| 47                              | 2                               | 1                               | Caylee Watson                   | Ilhas Virgens Americanas        | 32.38                           |                                 |
| 48                              | 2                               | 0                               | Nur Hamizah Ahmad               | Brunei                          | 33.85                           |                                 |
| 49                              | 1                               | 5                               | Collen Furgeson                 | Ilhas Marshall                  | 34.48                           |                                 |
| 50                              | 1                               | 4                               | Osisang Chilton                 | Palau                           | 34.60                           |                                 |
| 51                              | 2                               | 9                               | Khadidiatou Dieng               | Senegal                         | 34.90                           |                                 |
| 52                              | 1                               | 3                               | Meseret Amare                   | Etiópia                         | 99.99                           | DNS                             |
| 52                              | 2                               | 7                               | Khahliso Mpeta                  | Lesoto                          | 99.99                           | DNS                             |

### Semifinal
Esses foram os resultados das semifinais. 
Semifinal 1
| Pos. | Raia | Nadadora       | Nacionalidade  | Tempo | Notas            |
| ---- | ---- | -------------- | -------------- | ----- | ---------------- |
| 1    | 5    | Mercedes Peris | Espanha        | 27.71 | Q,               |
| 2    | 4    | Zhao Jing      | China          | 27.87 | Q                |
| 3    | 3    | Rachel Bootsma | Estados Unidos | 27.93 | Q                |
| 4    | 6    | Lauren Quigley | Reino Unido    | 28.02 | Q                |
| 5    | 2    | Duane Da Rocha | Espanha        | 28.25 |                  |
| 6    | 1    | Emily Seebohm  | Austrália      | 28.29 |                  |
| 7    | 7    | Stephanie Au   | Hong Kong      | 28.33 | Recorde nacional |
| 8    | 8    | Anni Alitalo   | Finlândia      | 28.61 | Recorde nacional |

Semifinal 2
| Pos. | Raia | Nadadora             | Nacionalidade | Tempo | Notas            |
| ---- | ---- | -------------------- | ------------- | ----- | ---------------- |
| 1    | 4    | Fu Yuanhui           | China         | 27.40 | Q                |
| 2    | 5    | Aya Terakawa         | Japão         | 27.70 | Q,               |
| 3    | 3    | Etiene Medeiros      | Brasil        | 27.89 | Q                |
| 4    | 6    | Georgia Davies       | Reino Unido   | 28.05 | Q                |
| 5    | 7    | Simona Baumrtová     | Chéquia       | 28.20 | Recorde nacional |
| 6    | 2    | Aleksandra Urbańczyk | Polónia       | 28.25 |                  |
| 7    | 8    | Sinead Russell       | Canadá        | 28.35 |                  |
| 8    | 1    | Sanja Jovanović      | Croácia       | 28.60 |                  |

### Final
Esse foi o resultado da final. 
| Pos.              | Raia | Nadadora        | Nacionalidade  | Tempo | Notas            |
| ----------------- | ---- | --------------- | -------------- | ----- | ---------------- |
| Medalha de ouro   | 6    | Zhao Jing       | China          | 27.29 |                  |
| Medalha de prata  | 4    | Fu Yuanhui      | China          | 27.39 |                  |
| Medalha de bronze | 5    | Aya Terakawa    | Japão          | 27.53 | Recorde nacional |
| 4                 | 2    | Etiene Medeiros | Brasil         | 27.83 |                  |
| 5                 | 3    | Mercedes Peris  | Espanha        | 27.93 |                  |
| 6                 | 8    | Georgia Davies  | Reino Unido    | 27.96 |                  |
| 7                 | 7    | Rachel Bootsma  | Estados Unidos | 28.05 |                  |
| 8                 | 1    | Lauren Quigley  | Reino Unido    | 28.33 |                  |

Legenda
| Recorde mundial       | Recorde mundial (World record)               |                       | Recorde africano                      | Recorde africano (African) |                                           | Q | Classificado por posição (Qualified) |
| Recorde do campeonato | Recorde do campeonato (Championship record)  | Recorde da América    | Recorde da América (Americas)         | q                          | Classificado por melhor tempo (Qualified) |   |                                      |
| Melhor marca do ano   | Melhor marca do ano (World leading)          | Recorde asiático      | Recorde asiático (Asian)              | DNS                        | Não largou (Did not start)                |   |                                      |
| Recorde nacional      | Recorde nacional (National record)           | Recorde europeu       | Recorde europeu (European)            | DNF                        | Não terminou (Did not finish)             |   |                                      |
| Recorde pessoal       | Recorde pessoal do atleta (Personal best)    | Recorde da Oceania    | Recorde da Oceania (Oceania)          | DSQ / DQ                   | Desclassificado (Disqualified)            |   |                                      |
| Recorde da temporada  | Recorde da temporada do atleta (Season best) | Recorde sul-americano | Recorde sul-americano (South America) | NM                         | Sem marca (No mark)                       |   |                                      |